# Elimelech z Leżajska

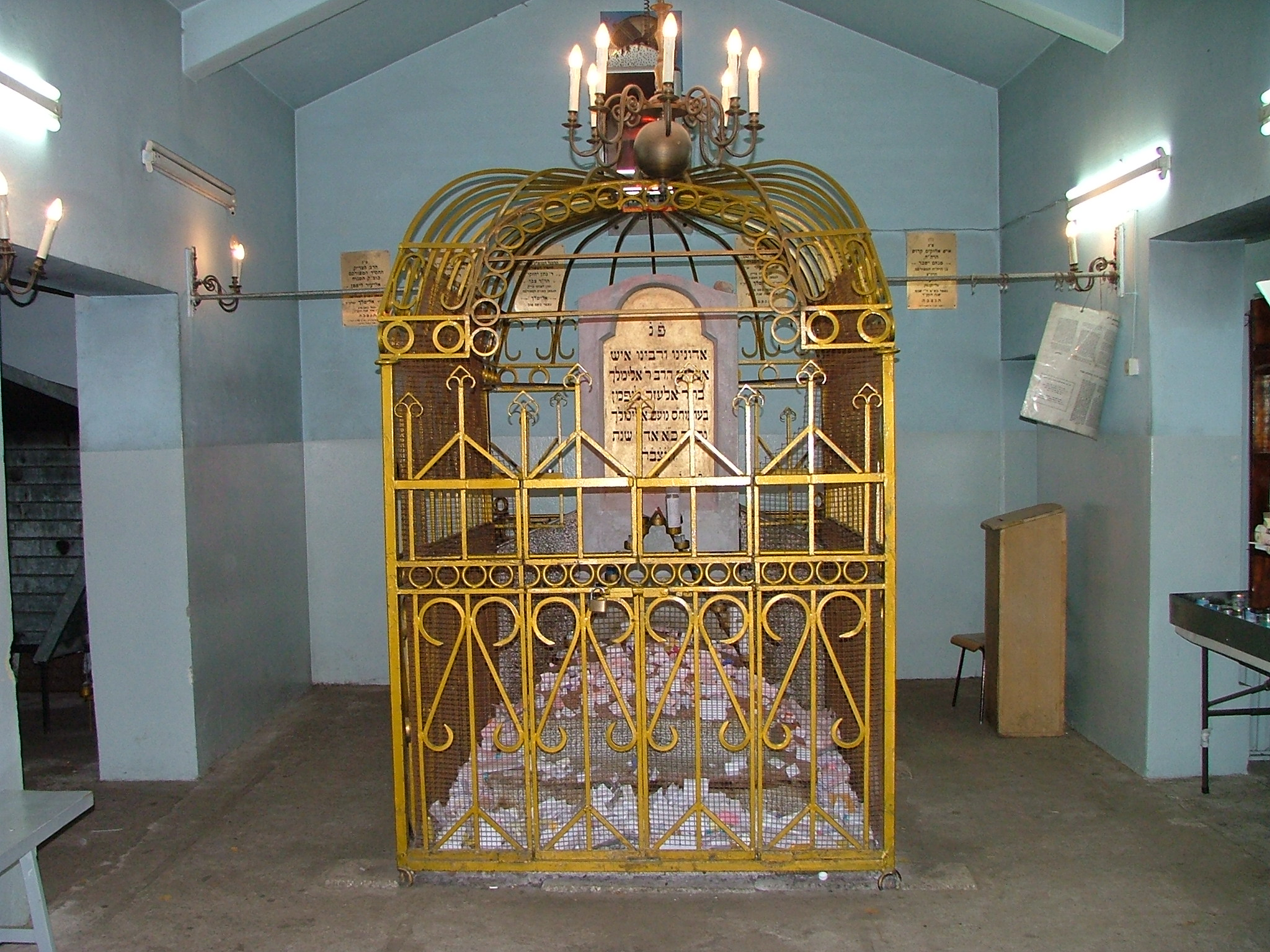
Wnętrze ohelu Elimelecha z Leżajska

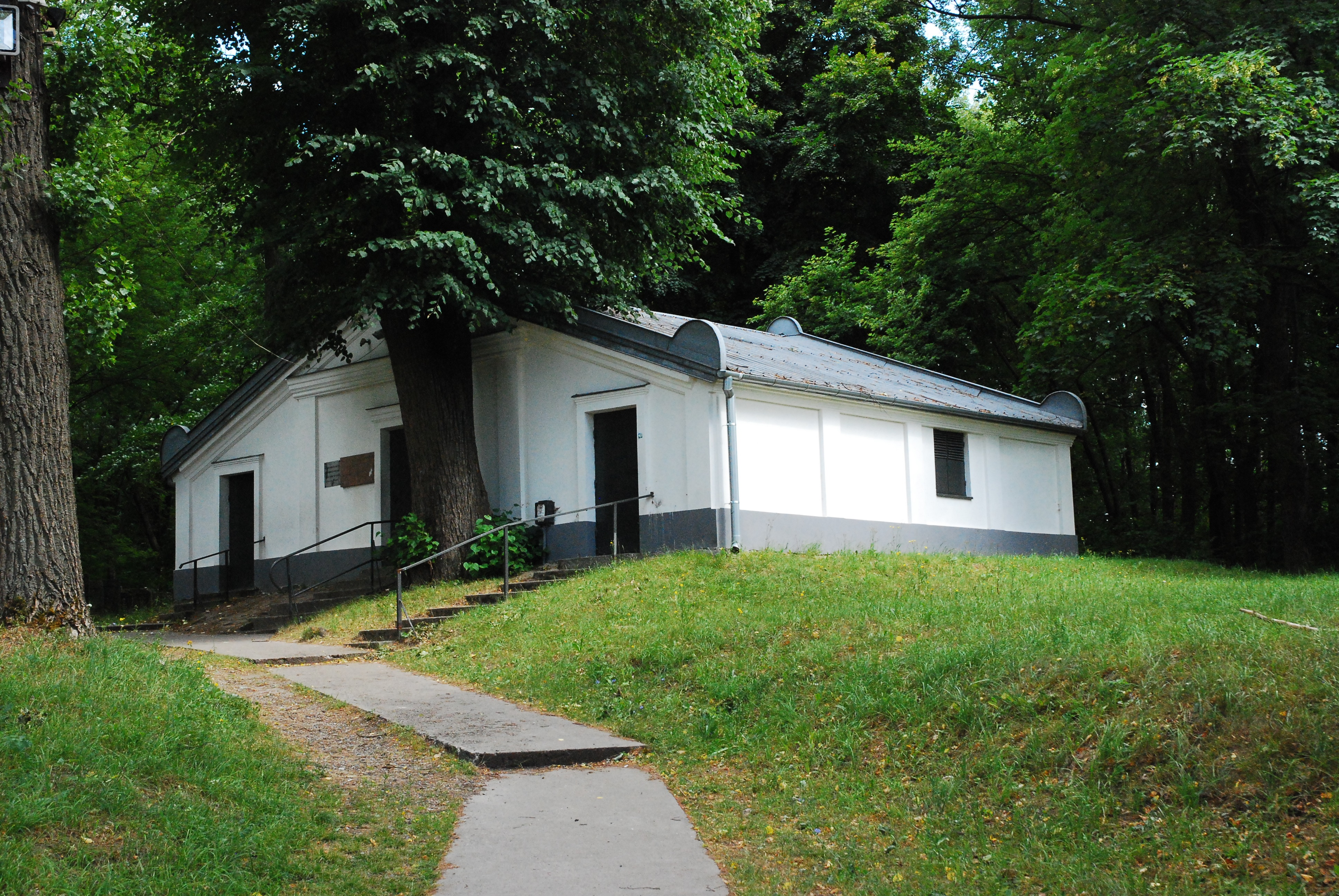
Ohel Elimelecha w Leżajsku.

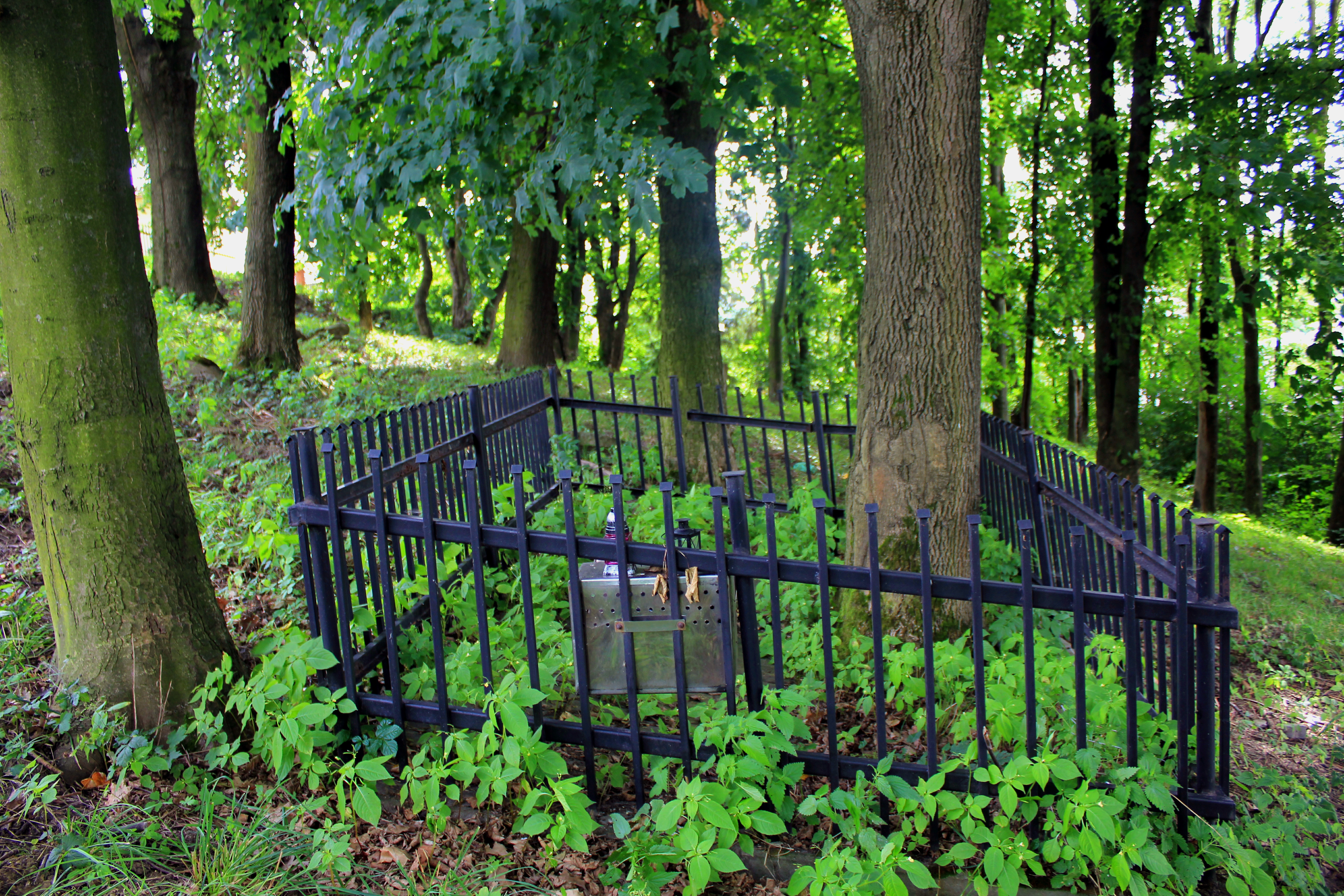
Grób córki Elimelecha Estery Etel Elbaum (zm. 1800) na starym cmentarzu żydowskim we Frysztaku

Elimelech Weissblum z Leżajska (ur. 1717 w Tyczynie, zm. 11 marca 1787 w Leżajsku) – rabin żydowski, jeden z pierwszych cadyków w historii judaizmu, jeden z najwybitniejszych przedstawicieli chasydyzmu.

## Życiorys
Był uczniem, a później następcą Dow-Bera z Międzyrzecza.
Ożenił się w Sieniawie ze Sprincą (Esperanzą), córką rabina Aarona Rokacha Margoliota i krewną rabina Eleazara Rokacha. Po kilku porodach zmarła ona przedwcześnie. Mieli pięcioro dzieci, których imiona brzmią: Elazar, Eliezer Lipa, Jaakow, Mirisz i Esther Etel. Po śmierci Sprincy Elimelech ponownie wstąpił w więzy małżeńskie, żeniąc się z córką rebego Jakowa Margoliota, Gittel. 
Po latach wędrówki i nauczania w I Rzeczypospolitej, w 1772 osiadł w Leżajsku. Uczniami Elimelecha byli m.in. Jakub Icchak Horowic, Naftali z Ropczyc i Menachem Mendel z Rymanowa.
W 1787 r. napisał dzieło Noam Elimelech (pol. „Łagodność Elimelecha”), jedno z podstawowych dzieł chasydyzmu. W dziele tym umieszczał wiele gwiazdek (asterysków) nad wyrazami, które miały oznaczać nieokreślone i ograniczone znaczenie słów drukowanych. Jeden z rabinów powiedział, że gwiazdy na niebie są tylko komentarzem do gwiazdek w Noam Elimelech.
Stworzył również siedemnastopunktową listę (rodzaj poradnika) mającą zwykłym ludziom pomóc stać się lepszymi i żyć religijnie. 
Jego postać obrosła wieloma legendami. Miał on rzekomo leczyć nieuleczalnie chorych i rozmawiać ze zwierzętami.
Rocznica jego śmierci, 21 dnia żydowskiego miesiąca adar, gromadzi przy jego ohelu w Leżajsku tysiące chasydów z całego świata.
Po śmierci Elimelecha cadykiem w Leżajsku został jego najstarszy syn Elazar (?-1806), a ostatnim z leżajskich cadyków był syn Elazara, Naftali (?-1844).